# Neferteri Shepherd
Pour les articles homonymes, voir Shepherd.
Neferteri Sheba Shepherd, née le 8 septembre 1980   à La Nouvelle-Orléans (Louisiane), est une mannequin et actrice afro-américaine. Elle a été playmate dans l'édition de juillet 2000 de Playboy (photographiée par Arny Freytag).

## Filmographie
- 1999 - The Parkers (Réceptioniste)
- 2003 - A Miami Tail (Nike)
- 2004 - Hair Show (Ria)
- 2004 - Method & Red (-)
- 2005 - Mobile Home Disaster (-)
- 2008 - The Candy Shop 	(Diamond Ring Client)
- 2009 - One Story (Jessica)
- 2015 - The Man in 3B (Seconde Fille de Cain)